# Товариство сприяння поширенню християнського знання
Товариство сприяння поширенню християнського знання (SPCK) — найстаріша англіканська місіонерська організація. Товариство було засноване в 1698 році англіканським священиком Томасом Бреєм  і невеликою групою друзів. Найбільш важливими ранніми лідерами були Антон Вільгельм Бем і придворний проповідник Фрідріх Міхаель Зіеєхаген. Акцент робився на створення шкіл — SPCK був основним фактором у створенні церковних шкіл по всій Великій Британії. Сьогодні SPCK найбільше відоме виданням християнської літератури. Шотландська філія була заснована в 1709 році. Вона направляла місії в Шотландське нагір'я і до індіанців в американських колоніях.
Товариство було засноване для заохочення християнської освіти та друку і розповсюдження християнської літератури. SPCK завжди прагнуло знайти способи передачі основних принципів християнської віри широкій аудиторії як у Великій Британії, так і за кордоном.

## Видатні члени
- Стівен Гейлс (1677—1761) — священик і біолог, який зробив важливий внесок у науку. Він був президентом Королівського коледжу лікарів.
- Вільям Гілсон Гемфрі (1815—1886) — священик  і вчений, викладач.
- Христина Россетті (1830—1894) — визначна британська поетеса 19 століття.
- Бересфорд Кідд (1864—1948) — священик і церковний історик, найбільш відомий з історії Церкви

## Подальше читання
Книги
- Allen, William Osborne Bird & McClure, Edmund (1898) Two Hundred Years: the History of the Society for Promoting Christian Knowledge, 1698—1898 online
- Clarke, W. K. Lowther (1959) A History of the SPCK. London: SPCK
- Smout, T. C. (1985), A History of the Scottish People, Fontana Press, ISBN 0-00-686027-3